# Christoph Friedrich von Beverförde zu Stockum
Christoph Friedrich von Beverförde zu Stockum (Taufname: Christoph Friedrich Bernhard Franz) (* 1710; † 7. April 1790 in Osnabrück) war ein römisch-katholischer Geistlicher und Domherr zu Osnabrück.

## Leben
Christoph Friedrich von Beverförde zu Stockum wurde als Sohn des Jobst Heidenreich von Beverförde zu Stockum (1665–1726, Obrist zu Pferde) und dessen Gemahlin Margarethe Theodora von Ketteler zu Bollen († 1748) geboren.
Mit dem Erhalt der Tonsur am 4. März 1730 wurde Christoph auf ein geistliches Leben vorbereitet. Nachdem sein Bruder Nikolaus Hermann verzichtet hatte, kam er im Jahre 1734 in den Besitz einer Osnabrücker Dompräbende. Am 19. April 1735 fand die Aufschwörung zur münsterischen Ritterschaft statt. Er war 1759 Kaplan in Schledehausen, 1778 Domküster und im April 1763 Vertreter des Domkapitels im Landtag.